# 后金开国五大臣
后金开国五大臣是后金政权的开国元勋及中流砥柱，相传清太祖努尔哈赤曾与五人结拜为兄弟。他們分別是额亦都、扈尔汉、何和礼、费英东、安费扬古。
由于跟随努尔哈赤白手起家、从无到有，所以努尔哈赤对五大臣的信任与器重溢于言表。他们终其一生都在整个后金政权中有着举足轻重的地位，能够扳倒广略太子褚英就是一个例证。五大臣能征善战、功勋卓著，为后来大清八旗军队打下中原江山奠定根基。因他们皆年少于努尔哈赤，所以努尔哈赤欲托以后事于五人。然而，五大臣却全部先于努尔哈赤去世。努尔哈赤多次为此事泣泪不止，曾说：“朕所与并肩友好诸大臣，何不遗一人以送朕老耶！”他们死后均获得至高殊荣，子孙后代居高位者亦不在少数。